# Борьба на Международном фестивале университетского спорта 2023
Соревнования по борьбе на Международном фестивале университетского спорта, который прошёл с 21 по 26 августа 2023 года в Екатеринбурге, в Екатеринбург-Экспо.

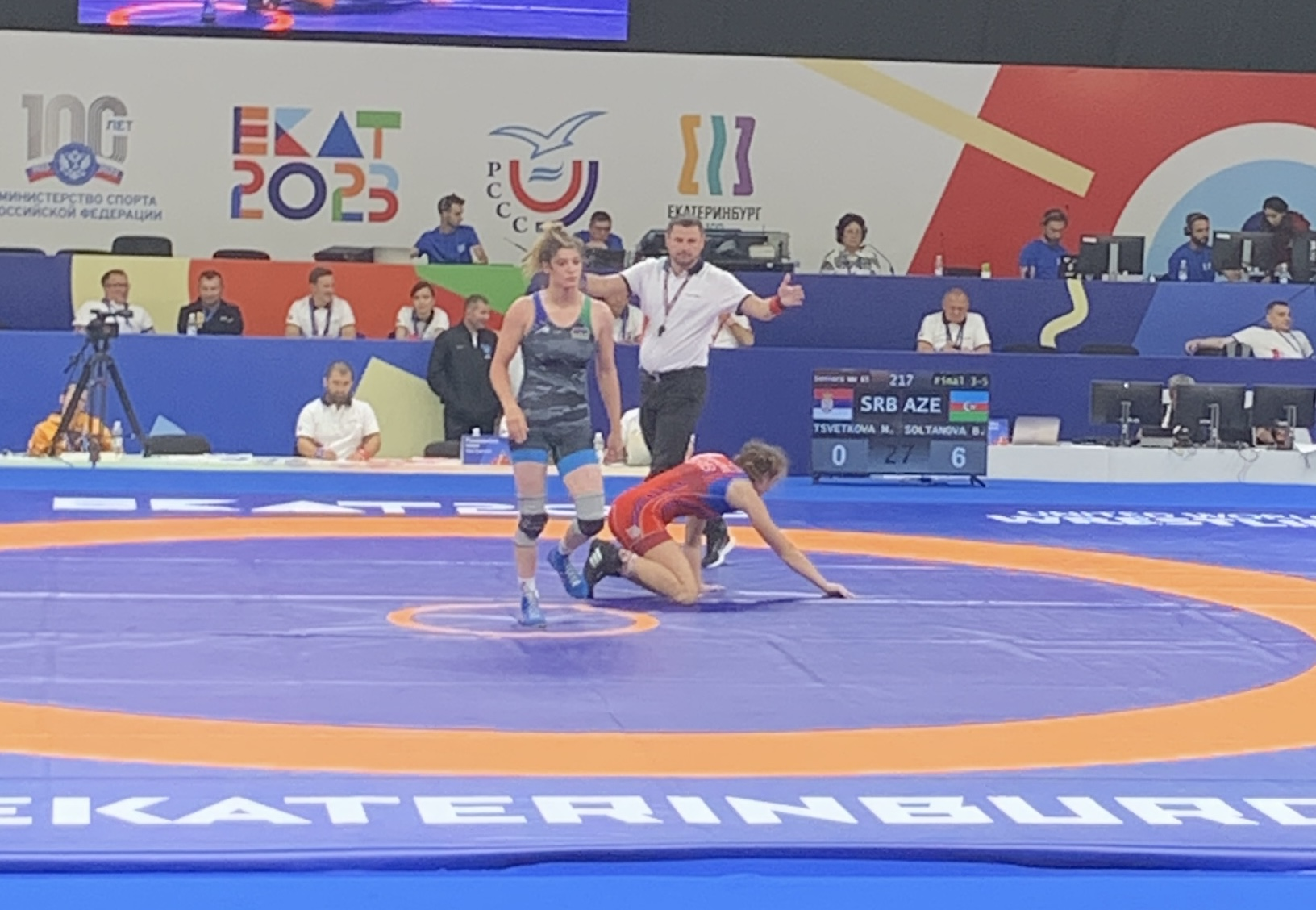
Схватка между двумя участницами фестиваля.

## Расписание соревнований[2]
| К | Квалификация | П | Полуфиналы | У | Утешительные схватки | Ф | Финалы |

| Греко-римская борьба        |   |   |   |   |
| весовая категория до 55 кг  | К | П | У | Ф |
| весовая категория до 60 кг  | К | П | У | Ф |
| весовая категория до 63 кг  | К | П | У | Ф |
| весовая категория до 67 кг  | К | П | У | Ф |
| весовая категория до 72 кг  | К | П | У | Ф |
| весовая категория до 77 кг  | К | П | У | Ф |
| весовая категория до 82 кг  | К | П | У | Ф |
| весовая категория до 87 кг  | К | П | У | Ф |
| весовая категория до 97 кг  | К | П | У | Ф |
| весовая категория до 130 кг | К | П | У | Ф |

| К | Квалификация | П | Полуфиналы | У | Утешительные схватки | Ф | Финалы |

| Вольная борьба (женская)   |   |   |   |   |
| весовая категория до 50 кг | К | П | У | Ф |
| весовая категория до 53 кг | К | П | У | Ф |
| весовая категория до 55 кг | К | П | У | Ф |
| весовая категория до 57 кг | К | П | У | Ф |
| весовая категория до 59 кг | К | П | У | Ф |
| весовая категория до 62 кг | К | П | У | Ф |
| весовая категория до 65 кг | К | П | У | Ф |
| весовая категория до 68 кг | К | П | У | Ф |
| весовая категория до 72 кг | К | П | У | Ф |
| весовая категория до 76 кг | К | П | У | Ф |

| К | Квалификация | П | Полуфиналы | У | Утешительные схватки | Ф | Финалы |

| Вольная борьба (мужская)    |   |   |   |   |
| весовая категория до 57 кг  | К | П | У | Ф |
| весовая категория до 61 кг  | К | П | У | Ф |
| весовая категория до 65 кг  | К | П | У | Ф |
| весовая категория до 70 кг  | К | П | У | Ф |
| весовая категория до 74 кг  | К | П | У | Ф |
| весовая категория до 79 кг  | К | П | У | Ф |
| весовая категория до 86 кг  | К | П | У | Ф |
| весовая категория до 92 кг  | К | П | У | Ф |
| весовая категория до 97 кг  | К | П | У | Ф |
| весовая категория до 125 кг | К | П | У | Ф |

## Медальный зачёт
*   Принимающая страна (Россия)
| Место          | Страна         | Золото | Серебро | Бронза | Всего |
| -------------- | -------------- | ------ | ------- | ------ | ----- |
| 1              | Россия*        | 20     | 20      | 27     | 67    |
| 2              | Иран           | 3      | 2       | 8      | 13    |
| 3              | Кыргызстан     | 2      | 5       | 0      | 7     |
| 4              | Азербайджан    | 2      | 2       | 7      | 11    |
| 5              | Куба           | 2      | 0       | 1      | 3     |
| 6              | Казахстан      | 1      | 0       | 3      | 4     |
| 7              | Венесуэла      | 0      | 1       | 0      | 1     |
| 8              | Беларусь       | 0      | 0       | 3      | 3     |
| Всего стран: 8 | Всего стран: 8 | 30     | 30      | 49     | 109   |

## Медалисты

### Греко-римская борьба
| Категория | Золото                                                           | Серебро                                                                                                | Бронза |
| --------- | ---------------------------------------------------------------- | --- | --- |
| До 55 кг  | Мохаммадхади Шаабаниабнави Мешхедский университет имени Фирдоуси | Улан Муратбек Уулу Кыргызский медико-стоматологический институт                                        | Эльвин Ибадов Азербайджанская государственная академия физической культуры и спорта Ербол Камалиев Казахская академия спорта и туризма     |
| До 60 кг  | Сергей Чигирев КГУФКСТ                                           | Довуджон Тошев Университет имени Лесгафта                                                              | Мохаммад Джанголи Мешхедский университет имени Фирдоуси Павел Белкин ЧГАФКиС                                                               |
| До 63 кг  | Хасанбой Арисланбеков СамГТУ                                     | Январ Аллахьяров ВЛГАФК                                                                                | Зия Бабашов Азербайджанская государственная академия физической культуры и спорта Амирхоссин Хунсари Мешхедский университет имени Фирдоуси |
| До 67 кг  | Султан Асетулы Казахская академия спорта и туризма               | Виталий Кулезнев ЧГАФКиС                                                                               | Хоссин Абаси Мешхедский университет имени Фирдоуси Муслим Исаев ВЛГАФК                                                                     |
| До 72 кг  | Максим Ежков Калмыцкий государственный университет               | Артур Акопян ГЦОЛИФК                                                                                   | Аболфазл Зинати Рефах Мешхедский университет имени Фирдоуси Ерасыл Нурбосынов Казахская академия спорта и туризма                          |
| До 77 кг  | Ареф Хабиболлахи Мешхедский университет имени Фирдоуси           | Алибек Бердиев Кыргызская государственная академия физической культуры и спорта имени Б.Т. Турусбекова | Хасай Гасанли Азербайджанская государственная академия физической культуры и спорта Альберт Доев СОГУ                                      |
| До 82 кг  | Ислам Алиев КГУФКСТ                                              | Бекзат Орункуль Уулу КНУ                                                                               | Георгий Гогичаев СОГУ Горгуд Меджидли МГУ им. Н. П. Огарева                                                                                |
| До 87 кг  | Александр Данилов ННГУ им. Н. И. Лобачевского                    | Брайан Хесус Руис Марин Южный спортивный университет                                                   | Аскар Марзоев СОГУ Шамиль Насретдинов Поволжский ГУФКСиТ                                                                                   |
| До 97 кг  | Илья Ермоленко ЮФУ                                               | Николай Хоменко КГУФКСТ                                                                                | Владимир Аладжев АГПУ |
| До 130 кг | Азамат Гегкиев ВЛГАФК                                            | Сархан Маммадов Азербайджанская государственная академия физической культуры и спорта                  | Сохейл Юсефи Сангани Мешхедский университет имени Фирдоуси                                                                                 |

### Женская борьба
| Категория | Золото                                                                                   | Серебро                                                                                                 | Бронза |
| --------- | ---------------------------------------------------------------------------------------- | --- | --- |
| До 50 кг  | Мария Тюмерекова УрФУ                                                                    | Натиа Сванидзе МГУСиТ                                                                                   | Виктория Александрова ЧГУ им И. Н. Ульянова Вероника Гурская Лесгафт                                                  |
| До 53 кг  | Гюльтакин Ширинова Азербайджанская государственная академия физической культуры и спорта | Александра Карамзина ЧГИФКИС                                                                            | Дарья Хвостова СФУ |
| До 55 кг  | Лейла Карымова ОГПУ                                                                      | Александра Скиренко МГУСиТ                                                                              | Яинелис Санс Вердесия Университет физической культуры и спортивных наук имени Мануэля Фахардо Севиль Назарова ЧГИФКИС |
| До 57 кг  | Анжела Мартинез Университет физической культуры и спортивных наук имени Мануэля Фахардо  | Мария Бузарова МГУСиТ                                                                                   | Оксана Егорова ОГПУ                                                                                                   |
| До 59 кг  | Бермет Нуридин Кызы Кыргызская государственная академия физической культуры и спорта     | Анастасия Сидельникова УрФУ                                                                             | Элеонора Усеинова МГУСиТ                                                                                              |
| До 62 кг  | Юлия Артышко СФУ                                                                         | Сарюн Дондокова Бурятская ГСХА                                                                          | Ксения Потапович БГУ                                                                                                  |
| До 65 кг  | Златослава Степанова СГУС                                                                | Дильназ Сазанова Кыргызская государственная академия физической культуры и спорта имени Б.Т. Турусбеков | Мария Лачугина ВГАС Биргюль Солтанова Азербайджанская государственная академия физической культуры и спорта           |
| До 68 кг  | Ханум Велиева СФУ                                                                        | Вусала Парфианович СмолГУ                                                                               | Кристина Братчикова МГУСиТ                                                                                            |
| До 72 кг  | Марзия Садигова Азербайджанская государственная академия физической культуры и спорта    | Виолетта Власова ЮФУ                                                                                    | Арина Кочетова МГУ имени М. В. Ломоносова                                                                             |
| До 76 кг  | Валерия Трифонова СФУ                                                                    | Малика Мусаева МГУСиТ                                                                                   | Настасья Андрух БНТУ                                                                                                  |

### Вольная борьба
| Категория | Золото                                                                                             | Серебро                                                                             | Бронза |
| --------- | -------------------------------------------------------------------------------------------------- | ----------------------------------------------------------------------------------- | --- |
| До 57 кг  | Алексей Копылов СВФУ имени М. К. Аммосова                                                          | Уулу Юхан Доктурбек КГТУ имени И. Раззакова                                         | Никита Савицкий БГУФК Любомир Ашеин ЧГИФКИС                                                                                           |
| До 61 кг  | Уулу Бекболот Мырзаназар КГТУ имени И. Раззакова                                                   | Александр Авелов СВФУ имени М. К. Аммосова                                          | Ньюргун Терентьев ЧГИФКИС Кежик Седен ТывГУ                                                                                           |
| До 65 кг  | Кежик Монгуш ТывГУ                                                                                 | Даниил Боднар СФУ                                                                   | Сейед Хейдари Мешхедский университет имени Фирдоуси Турбаяр Даванаям Национальниый инстиут физического образования Монголии           |
| До 70 кг  | Чаян Монгуш ТывГУ                                                                                  | Сармат Бестаев СОГУ                                                                 | Сабир Джафаров Азербайджанская государственная академия физической культуры и спорта Магомед-Эми Эльтемиров ЧГПУ                      |
| До 74 кг  | Магомет Карданов СОГУ                                                                              | Рамис Гасанов Азербайджанская государственная академия физической культуры и спорта | Мохаммадреза Аскарпур Мешхедский университет имени Фирдоуси Станислав Свинобоев СВФУ имени М. К. Аммосова                             |
| До 79 кг  | Халид Яхиев ЧГПУ                                                                                   | Мохаммадреза Тахерхани Мешхедский университет имени Фирдоуси                        | Шамсат Тайр ЮКУ Михаил Сотников МГТУ им. Баумана                                                                                      |
| До 86 кг  | Абдулла Цацаев ЧГПУ                                                                                | Хамун Махмуджанлу Мешхедский университет имени Фирдоуси                             | Фарид Джаббаров Азербайджанская государственная академия физической культуры и спорта Бекзат Рахимов Казанский кооперативный институт |
| До 92 кг  | Алихан Кцоев СОГУ                                                                                  | Берд Кусов Синергия                                                                 | Абдула Абулгасанов ДГУ Никита Софронов СВФУ имени М. К. Аммосова                                                                      |
| До 97 кг  | Карденас Йосенки Кастанеда Университет физической культуры и спортивных наук имени Мануэля Фахардо | Ирбег Тавгазов СОГУ                                                                 | Амир Али Азарпира Мешхедский университет имени Фирдоуси Максим Толмачев СВФУ имени М. К. Аммосова                                     |
| До 125 кг | Салар Саид Хабибихсани Мешхедский университет имени Фирдоуси                                       | Никита Хабаров СВФУ имени М. К. Аммосова                                            | Айдын Ахмадов Азербайджанская государственная академия физической культуры и спорта                                                   |